# Nathan Lobo
Nathan Lobo (* 16. Dezember 2002) ist ein neuseeländisch-englischer Fußballspieler.

## Karriere

### Verein
Von Birkenhead United kommend, ging es für ihn im Sommer 2019 in die Jugend des Auckland City FC, auf die seine erste Station im Erwachsenenbereich bei Waitakere United folgte. Hier war er nun Teil der Mannschaft, welche in der letzten Saison der Liga spielte und debütierte direkt am ersten Spieltag.
Im März 2021 kehrte er zu Birkenhead zurück, wo er Teil der National-League-Mannschaft wurde. Zur darauffolgenden Saison wechselte er erstmals zum Rekordmeister Auckland City FC, bei welchem er in der Jugend schon kurzzeitig aktiv war. Für ein halbes Jahr, beginnend mit Ende Juli 2022, spielte er in den USA für das College-Team Seattle Redhawks. Mit den Redhawks gewann er seither bislang zwei Mal die nationale Meisterschaft, drei Mal die OFC Champions League, nahm zwei Mal an der Klub-WM und ein Mal am Interkontinental-Pokal teil.

### Nationalmannschaft
Im September 2018 nahm er mit der neuseeländischen U16/U17 an der Ozeanienmeisterschaft 2018 teil und kam hier bei vier von fünf Spielen zum Einsatz. Am Ende gewann er mit seinem Team den Titel. Danach folgten für ihn im Mai 2019 drei Freundschaftsspieleinsätze sowie im Oktober 2019 die Teilnahme an der Weltmeisterschaft 2019, wo er in einem Gruppenspiel eingesetzt wurde.
Ab März 2023 folgten Freundschaftsspiele für die U23 sowie ab August des Jahres die Qualifikation für das Olympia-Turnier der Spiele 2024, in welcher er zwei Mal zum Einsatz kam. Für den Olympia-Kader wurde er abschließend jedoch nicht nominiert.